# Leftöver Crack
Leftöver Crack est un groupe de punk rock américain, originaire d'Alphabet City, Manhattan, à New York. Il est formé à la suite de la sépararation du groupe Choking Victim. Le groupe est signé au label Fat Wreck Chords pour les sorties en format CD, et Alternative Tentacles pour le format vinyle. Le groupe comprend Scott Sturgeon (chant), Brad Logan (guitare), Alec Baillie (basse), Donny Morris (batterie), et Chris Mann (guitare). Leftöver Crack mêle différents genres musicaux incluant punk hardcore, ska, et crust punk. Originaires de New York, les membres participent à un documentaire retraçant leurs conflits avec la NYPD, avant la formation du groupe.any "leftover" crack.

## Biographie
Formé presque en même temps que la séparation de Choking Victim, Leftöver Crack est à l'origine un projet du chanteur de Choking Victim, Scott Sturgeon a.k.a. Stza, dans le but de publier des chansons qui, pour une raison ou pour une autre, ne seront jamais enregistrées par Choking Victim, qu'il qualifie de leftover songs (chansons laissées à l'abandon) - d'où le nom, Leftöver Crack. Pendant presque deux ans après la formation du groupe, seul Stza contribue à plusieurs chansons et cherche d'autres membres. Le groupe se solidifie, du moins temporairement, avec Scott « Stza » Sturgeon (chant, guitare), Brad Logan de F-Minus (guitare), Alec Baillie (basse, ex-Choking Victim), Mike Trujillo de Blindsided (guitare) et Amery « AWOL » Smith (batterie, ex-Suicidal Tendencies et Beastie Boys). Désormais au complet, Leftöver Crack commence à enregistrer quelques chansons comme Rock The 40 Oz., Crack City Rockers et The Good, The Bad and the Leftover Crack - devenue le thème du groupe. Cinq de ces chansons seront incluses dans l'EP 45 tours Rock the 40 Oz., publié ua label Bankshot! Records le 8 mars 2000.
Après avoir contribué avec la chanson Crack City Rockers sur la compilation Give 'Em the Boot publiée par Hellcat Records. Le groupe accepte d'enregistrer des chansons pour un album intitulé Shoot the Kids at School. Mais Hellcat Records refusera de publier l'album, à cause du titre et de la couverture (depuis la fusillade de Columbine). Le groupe change le tout et publie Mediocre Generica, publié le 11 septembre 2001.
Le 20 juillet 2015, Scott Sturgeon confirme que Leftover Crack a terminé son troisième album, Constructs of the State. Il est publié le 27 novembre 2015 chez Fat Wreck Chords. Le 25 mai 2016, le groupe publie le clip de Bedbugs and Beyond.

## Discographie

### Albums studio
- 2001 : Mediocre Generica
- 2004 : Fuck World Trade
- 2015 : Constructs of the State'

### EP
- 2000 : Rock the 40 Oz.
- 2000 : Shoot the Kids at School
- 2004 : Rock the 40 Oz: Reloaded

### Splits
- 2001 : Baby Jesus Sliced Up in the Manger (sous Crack Rock Steady 7, avec F-Minus)
- 2006 : Baby Punchers / Meltdown Split 7" (avec Citizen Fish)
- 2007 : Deadline (avec Citizen Fish)

### Compilations
- 1999 : Give 'Em the Boot II
- 2001 : Punk Rawk Explosion 6
- 2002 : Give 'Em the Boot III
- 2002 : Go Kart vs. the Corporate Giant Vol. 3
- 2003 : 2003 Sampler
- 2003 : Fueling the Flames of Revolution Vol. 3 '
- 2003 : Against Police Injustice
- 2003] : Mass Destruction
- 2004 : Riot Ska

### Albums live (non officiel)
- 2001 : Live C-Squat 3/31/01
- 2002 : Straight Outta' Naples
- 2008 : Live At The Stage @ Arnhem, Holland

### Démo
- Fuck World Trade

### Film
- 2007 : Loren Cass